# Lanzenweiher
Der Lanzenweiher war ein Grundwassersee in der mittelfränkischen Ortschaft Röthenbach bei Sankt Wolfgang (Marktgemeinde Wendelstein).

## Lage
Das Gewässer befand sich im Westen von Röthenbach, nördlich des Ludwig-Donau-Main-Kanals, zwischen dem Kanal und der Bahnstrecke Feucht–Wendelstein, etwa bei der heutigen Straße In der Lach. Es wurde hauptsächlich als Badesee genutzt.

## Geschichte
Im 19. Jahrhundert wurde in dem Gebiet, einem südlichen Ausläufer des Fischleinsberges massiv Steinabbau auf Burgsandstein der Löwenstein-Formation betrieben. Dabei wurde auch erheblich in die Tiefe gegraben. Das Grundwasser stand dort relativ hoch, daher auch der Name Lach, weshalb sich der aufgegebene Steinbruch rasch mit Wasser füllte. Aus der Zeit zwischen 1909 und dem Ersten Weltkrieg ist dort auch die Schifffahrt mit einfachen Holzkähnen belegt.
Nach Zeitzeugenberichten wurde der Weiher 1957 mit Bauschutt verfüllt.
Der Weiher war als Badesee sehr beliebt. Auch aus dem nahen Nürnberg kamen viele Badegäste.
Der Hauptstrand lag im Osten. Die flache Uferzone bestand aus Sand, darunter befand sich Sandstein.
Von der Einheimischen wurde der Weiher in Anlehnung an das wesentlich größere Schweizer Original auch Vierwaldstättersee genannt.
Heute befindet sich auf dem Gebiet des Weihers ein Gewerbegebiet und Landwirtschaftsfläche. Die Straße Lanzenweiher erinnert an das Gewässer.